# Timmiella brevidens
Timmiella brevidens är en bladmossart som beskrevs av Hugh Neville Dixon 1938. Timmiella brevidens ingår i släktet Timmiella och familjen Pottiaceae. Inga underarter finns listade i Catalogue of Life.